# Csendes-óceáni északi simabálna
A csendes-óceáni északi simabálna (Eubalaena japonica) az emlősök (Mammalia) osztályának párosujjú patások (Artiodactyla) rendjébe, ezen belül a Whippomorpha alrendjébe és a simabálnafélék (Balaenidae) családjába tartozó faj.

## Előfordulása

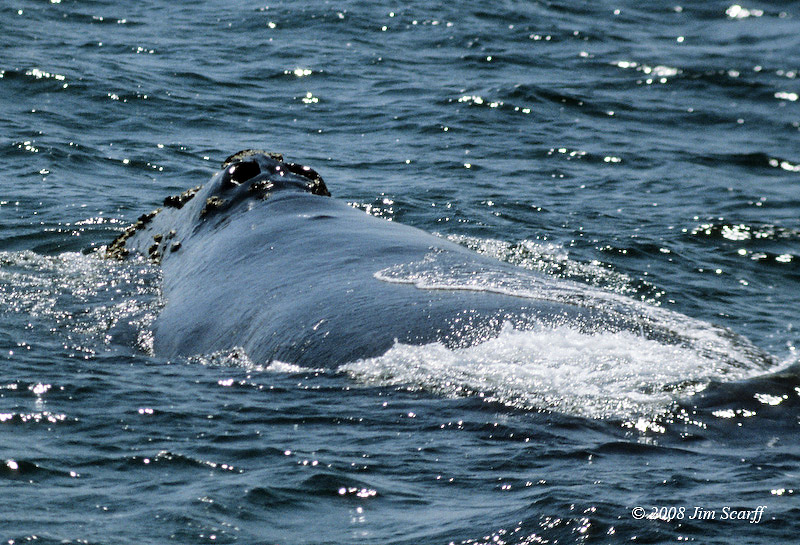
A víz felszínére érkezve

Korábban azt vélték, hogy az északi félgömbön élő összes simabálna egy fajba tartozik, de a 2000-ben a DNS-vizsgálatok segítségével kimutatták, hogy a csendes-óceáni északi simabálna valójában egy másik, önálló fajba tartozik.
Az eddigi kutatások szerint a csendes-óceáni északi simabálnának két állománya van. Az egyik a Csendes-óceán keleti részén, a Bering-tenger közelében. Ez körülbelül 30 példányt számlál. Állítólag az Ohotszki-tengerben él e faj nyugati állománya, amely 100–200 bálnából áll. Erről az állományról igen keveset tudunk. A csendes-óceáni északi simabálna és közeli rokona, az északi simabálna (Eubalaena glacialis) a világ legveszélyeztetettebb óriás bálnái és egyben az állatai is. A mai állománysűrűségből és a születési rátából ítélve, mindkét faj ki fog halni a következő 200 évben. Korábban, amikor még többen voltak, a nyugati állomány az Ohotszki-tengertől északra, míg a keleti állomány az Alaszkai-öbölben nyaralt, manapság azonban az ázsiai csoport alig mozdul ki az Ohotszki-tengerből, míg az amerikai csoport csak a Bering-tenger keleti részéig jut el. Habár a csendes-óceáni északi simabálnát is vándorló fajnak tekintik, mozgásáról, útvonalairól alig van adat.

## Megjelenése
A kifejlett állat 14-18,5 méter, az újszülött 4-6 méter hosszú és 910 kilogrammos tömegű. Testtömege 40–91 tonna. Ennek a bálnának a fején, mint nembéli rokonainak is szemölcsszerű kinövések találhatók. Ezek a bőrképződmények akár 10 centiméter magasra is megnőhetnek, és tengerimakkok (Balanidae), bálnatetvek (Cyamidae), különböző puhatestű állatok élősködnek rajtuk. A bőrképződmények és felrakódások elsősorban az állon, az alsó állkapcson és az orrnyílások előtt nőnek, és „sapkának” nevezik őket. Törzse zömök és kövér, hátuszony nincs rajta. Közepes sebességgel úszva 9,3 kilométert halad óránként. Amikor felbuknak, többnyire kettős, kissé előrehajló, 5 méter magas páraoszlopot lőnek fel néhány másodpercre.
Az eddigi leghosszabb csendes-óceáni északi simabálna 21,5 méter és 119 tonna volt, ezt az adatot a 1994. május 13-án jegyezték föl az ausztrál kutatók. Mára tudjuk, hogy ilyen óriások ritkák e bálnánál, mivel mint a többi bálnák esetében, e bálnafajok óriásgént hordozó egyedeit is kiirtotta az ember. Szilái a legnagyobbak közé tartoznak a cetek között. Az 1994-ben kifogott példánynak csak a hátsó szilái voltak 4 méteresek.
Mint rokonának, az északi simabálnának, a csendes-óceáni faj hímvesszője is legfeljebb 2,7 méter hosszú, míg heréje körülbelül 2 méter hosszú, 78 centiméter átmérőjű és akár 525 kilogramm tömegű is lehet, azaz az állatvilág legnagyobb ivarszerveivel rendelkezik.

## Életmódja
A csendes-óceáni északi simabálna tápláléka az állati eredetű planktonszervezetek, főleg a lebegő evezőlábú rákok (Copepoda), továbbá krill és az úgynevezett tengeri pillangók. Táplálkozás közben, a simabálna hatalmas száját kitátva a víz felszínén úszik. Ilyenkor a felső része kiemelkedik a vízből, alsó fele pedig szétterül. A lazán lelógó, rendkívül hosszú szilák ekkor felállított fogókosarat képeznek. A csendes-óceáni északi simabálna így úszik egy ideig a „planktonlevesben”, amíg sziláinak oldalán elegendő állatka nem akad fenn. Ekkor becsukja száját, kiszorítja a fölös vizet, és lenyeli a kiszűrt állatokat. Ez a módszer különösen a felszínen igen hatékony, mivel az állat száját széttárva lényegesen több vizet képes átengedni szilái között, mint amit egyetlen szippantással szájüregébe tudna venni. Az állatnak ezért sincs szüksége barázdákra, hiszen torkukat nem kell még jobban kiöblösíteni. Több mint 30 évig él, feltételezhetően 70 évnél többet is.
Az emberen kívül ezt a bálnát csak a kardszárnyú delfin (Orcinus orca) és a nagyobb testű cápák, mint például a fehér cápa (Carcharodon carcharias) támadhatják meg; ezek is főleg a borjakat.

### Éneke
Éneke nem annyira bonyolult, mint más bálnafajok esetében. A morogása, kattogása és visítása többnyire 500 Hz frekvencia körüliek, ami időnként felmegy 1500–2000 Hz-ig. Hogy mire való az éneke, még nem ismert pontosan, de valószínűleg a csoporton belüli kapcsolattartást szolgálják.

## Szaporodása
A szaporodási időszakban a vízfelszínén akár húsz hímállat is követhet egyetlen nőstényt. Az „üldözés” során a nőstény a hátán úszik, hasát kiemelve a vízből, eközben a hímek mellúszóikkal és nehéz testükkel próbálják a mélyre lenyomni. A simabálnák hímjei nem annyira agresszívek egymással szemben, mint a hosszúszárnyú bálnák (Megaptera novaeangliae) hímjei. Habár az „üldözés” során a nőstény meglehet, hogy nem termékenyül meg, alkalma van felmérni a helybéli hímeket. A csendes-óceáni északi simabálna körülbelül 7,5–9 évesen éri el az ivarérettséget, vagy vesz részt az „üldözésben”. A nőstény 3–4 évenként párosodik. A párosodás és az ellés is a téli hónapokban zajlik le. A vemhesség majdnem egy évig tart. Az újszülött borjú körülbelül 4–6 méter hosszú és 910 kilogramm testtömegű. Életének első évében igen gyorsan nő, körülbelül megkétszerezi méretét. Az elválasztás 8–12 hónap között van, az ez utáni növekedési ráta még nem ismert eléggé, további kutatások szükségesek. A feltételezések szerint a borjú a következő évben is az anyjával marad.

## Mai veszélyforrások
Néhányan azt hisszük, hogy a 20. század óta ezt a bálnát nem riogatják többet. Pedig igen. Még ma is gyakran belegabalyodnak halászhálókba, fennakadnak horgonyokon. De, a legnagyobb probléma az, hogy ennek a teremtménynek a főútvonalán keresztül közlekednek nagy hajók, kompok is. Ilyen eseteknél is történhetnek igen véres, csúnya jelenetek.

## Rokon fajok
- Déli simabálna (Eubalaena australis)
- Északi simabálna (Eubalaena glacialis)

Megkülönböztetés: Az Eubalaena nemből e fajnak van a legkevesebb bőrkeményedése.

### Videó erről az igen ritka bálnáról
- North Pacific Right Whale. YouTube